# خوآن کارلوس فررو
خوآن کارلوس فررو (به اسپانیایی: Juan Carlos Ferrero) تنیسوری از ویلنای اسپانیا است که از هفت‌سالگی به همراه پدرش به بازی تنیس پرداخت. در سال ۱۹۹۹ با جهشی ۳۰۲مرتبه‌ای در ۵۰ تنیسور برتر، بیش‌ترین پیشرفت را از سال ۱۹۹۸ تجربه کرد. فررو نخستین عنوان ای‌تی‌پی خود را در همان سال در مایورکا به دست آورد. او روی‌هم‌رفته ۱۲ عنوان ای‌تی‌پی کسب کرده که مهم‌ترین آن‌ها، قهرمانی در تنیس آزاد فرانسهٰ سال ۲۰۰۳ بود و مدتی پس از آن به رتبهٔ ۱ جهان دست یافت.